# 無住
無住（むじゅう、嘉禄2年12月28日（1227年1月17日）- 正和元年10月10日（1312年11月9日））は、鎌倉時代後期の僧。字は道暁、号は一円。宇都宮頼綱の妻の甥。臨済宗の僧侶と解されることが多いが、当時より「八宗兼学」として知られ、真言宗や律宗の僧侶と位置づける説もある他、天台宗・浄土宗・法相宗にも深く通じていた。

## 生涯
梶原氏の出身と伝えられる。18歳で常陸国法音寺で出家。以後関東や大和国の諸寺で諸宗を学び、また円爾に禅を学んだ。上野国の長楽寺を開き、武蔵国の慈光寺の梵鐘をつくり、弘長2年（1262年）に尾張国長母寺（ちょうぼじ）を開創してそこに住し、80歳の時、寺内桃尾軒に隠居している。和歌即陀羅尼論を提唱し、「話芸の祖」ともされる。
80の時に「28日の卯の刻に生まれた」と記しており、この歳でこの時代の人間として誕生日を覚えていることは稀な例とされる。伝承によっては長母寺ではなく、晩年、たびたび通っていた伊勢国蓮花寺で亡くなったともされる。様々な宗派を学びながらも、どの宗派にも属さなかった理由については、自分の宗派だけが正しいとか貴いものと考えるのは間違いで、庶民は諸神諸仏を信仰していて、棲み分けており、場合や状況によって祀るものが異なり、そうした平和的共存を壊すのは間違った仏教の行き方だと考えていたためとされ、諸宗は平等に釈迦につながるため、どれも間違ってはいないという立場であったとする。また、説法の対象は読み書きのできない層だった。
著書は、『沙石集』『妻鏡』『雑談集（ぞうだんしゅう）』など。『沙石集』は54歳の時に執筆し、数年かけて5巻を完成させたが、死ぬまで手を加え続けた結果、全10巻となり、書いている過程で、他の僧侶に貸したものもあり、どの段階の本が無住の考えた最終的な本かを判断するのは難しいとされる。また無住の経歴については、『雑談集』巻3の終わりに自叙伝が書かれている。

## 備考
- 大隅和雄は、「無住は鎌倉の生まれで、梶原氏の子孫と考えてよい」との判断をしている[6]。